# Hermann Grassmann
Hermann Günther Grassmann (15. dubna 1809, Štětín – 26. září 1877, Štětín) byl německý matematik a fyzik narozený na území dnešního Polska. Položil základy vektorového počtu. Věnoval se ovšem i lingvistice, botanice a etnografii. Na poli fyziky studoval téma elektřiny, barvy a akustiky.
Od roku 1831 až do své smrti učil na gymnáziu ve Štětíně, s výjimkou dvou let (1834–1836) výuky na průmyslové škole v Berlíně. Svou teorii vektorů (ovlivněnou Gottfriedem Leibnizem) formuloval v Die Lineale Ausdehnungslehre, ein Neuer Zweig der Mathematik roku 1844. V knize zavádí i koncept vektorového podprostoru.
Podobné myšlenky nezávisle na Grassmannovi formulovali William R. Hamilton (teorie kvaternionů) a George Boole. Tito tři jsou proto často označováni za otce moderní lineární algebry.
Přestože byly jeho metody přijímány jen pomalu, částečně kvůli jeho zvláštnímu způsobu psaní, nakonec inspiroval kontinentální školu vektorové analýzy. Zejména práce francouzského matematika Élie Cartana prokázaly užitečnost Grassmannovy algebry.
Ve věku 53 let, zklamaný z nedostatku zájmu o jeho matematické práce, soustředil Grassmann veškeré své úsilí na lingvistické bádání, zejména na studium sanskrtu. Jeho slovník sanskrtských výrazů v Ṛgvedě je užíván dodnes.